# Eurasia (banda)
Eurasia es una banda musical femenina de Filipinas, creada por la compañía de VIVA Entertainment. El nombre del grupo "Eurasia", se debe a la descendencia de sus integrantes, es decir una mezcla de ascendencia europea y asiática. Sus integrantes son Lana Roi (la mitad alemán y mitad filipina), Kelly Gamboa (mitad británico y mitad filipina), Gail Nicolas (netamente filipina), Kristine Nieto (mitad 1/4 japonesa y 3/4 filipina), y Sara Polverini (mitad italiano y  mitad filipina). En 2010, se hicieron conocer dentro de la industria musical filipina en un espectáculo de variedades denominado show Party Pilipinas.

## Discografía

### Álbumes de estudio
| Artista | Álbum   | Listas de canciones | Años | Reconocimientos |
| ------- | ------- | --- | ---- | --------------- |
| Eurasia | Eurasia | Working Girls (único operador, y la banda sonora de la Chicas de Trabajo película) Ikaw Ay perfecto Kaya Mo Yan miel Paseo miel como un egipcio no seas tímido, niño flotante Hinding-Hindi (Ka Magsisisi) Todo lo que quiero inicialización Ay Madarama Sumayaw Mambobola Ikaw Ay perfecto (DJ Mix Dabo) | 2010 | Viva Records    |